# 155º Gruppo ETS
Il 155º Gruppo ETS (Electronic Warfare Tactical Suppression) dell'Aeronautica Militare Italiana è l'unico reparto di volo in Italia a svolgere missioni per la soppressione delle difese elettroniche nemiche (SEAD-DEAD).

## Storia

### Seconda guerra mondiale
Il 155º Gruppo venne costituito in seno alla Regia Aeronautica durante la seconda guerra mondiale il 15 gennaio 1941 come 155º Gruppo Caccia Terrestre nella base di Ciampino Sud, formato dalle squadriglie 151, 360 e 378 ed equipaggiato con velivoli G.50 Bis al comando del Maggiore Luigi Bianchi.
Il 29 gennaio 1941, il Gruppo al completo arriva a Castel Benito (Aeroporto di Tripoli), ma a causa di alcune inefficienze ai velivoli e della mancanza di assistenza a terra, il reparto non poté inizialmente prendere parte ad azioni belliche. Il 6 aprile 1941 gli aerei del Gruppo (al quale è subentrata la 351 dal 20 gruppo, mentre la 151 confluisce al 20) atterrarono all'Aeroporto di Benina, vicino a Bengasi appena riconquistata e dopo aver ricevuto il giorno successivo il battesimo del fuoco, da aprile a luglio 1941, il Gruppo venne impiegato in missioni di scorta e di protezione a convogli navali e ad altri velivoli e dall'estate a dicembre 1941 impegnato in azioni offensive e difensive prima di venire rimpatriato a metà dicembre.
Da gennaio a maggio 1942 il 155º Gruppo effettuò attività addestrativa su M.C.200 ed M.C.202 "Folgore" e dopo avere ricevuto, il 24 marzo 1942 i primi Macchi, il reparto entrò a far parte del 51º Stormo e il 29 maggio 1942 trasferito alla base di Gela da dove ha operato per la scorta dei bombardieri su Malta: principalmente i tuffatori dell’asso Giuseppe Cenni, comandante del 102º Gruppo su Stuka e che operavano dalla stessa base. Per quel ciclo di operazioni ricevettero una decorazione sul campo dal Duce: per il valore e l'abnegazione mostrata.
Il 10 novembre 1942, in seguito allo sbarco alleato in Africa settentrionale, il reparto venne trasferito a Tripoli con gli MC 202 ed il giorno 11 è ad El Alouina, vicino a Tunisi, ma le precarie condizioni logistiche, non permisero un'attività continuativa e nel dicembre 1942 con il precipitare della situazione il Gruppo fece rientro prima a Gela e successivamente a Ciampino Sud dove tra fine gennaio e maggio 1943 venne impegnato nella difesa della Capitale con gli M.C. 202 affiancati dai più moderni M.C. 205 Veltro che vennero consegnati al Gruppo il 21 aprile 1943.
Il 16 maggio successivo il reparto venne trasferito all'Aeroporto di Monserrato in Sardegna, per proteggere gli impianti e le infrastrutture dell'isola e per operare contro i convogli nemici. Svolse una logorante attività fino all'armistizio di Cassibile, con frequentissimi scontri con le forze avversarie, riuscendo ad abbattere, malgrado la grande disparità di forze, 50 aerei nemici. In uno di questi scontri il sergente pilota Ferruccio Serafini, dopo aver finito le munizioni, decise di immolarsi speronando il P-40 con il quale stava combattendo, causando la distruzione dei due velivoli: alla sua memoria venne decretata la medaglia d'oro al valor militare e intitolato il 51º Stormo.
Il 2 agosto gli aerei del 155º Gruppo abbatterono 11 velivoli nemici; alcuni giorni dopo la 351ª e 360ª squadriglia vennero decentrate a Sa Zeppara, mentre la 378ª fu trasferita a Milis, al comando del Cap. Manlio Biccolini.
All'8 settembre era a Sa Zeppara con la 351ª (Sa Zeppara, 4 MC-205), 360ª (Sa Zeppara, 4 MC 205) e 378ª Squadriglia (Milis, 4 MC-202).
Alla proclamazione dell'armistizio il Gruppo, al comando del maggiore Duilio Fanali, rimane unito, trasferendosi a Elmas il 10 settembre. Malgrado gravissimi rischi, riuscì a salvare e mantenere efficiente il materiale in dotazione, opponendosi a tutti i tentativi di sopraffazione e accrescendo la sua efficienza utilizzando materiale abbandonato e inglobando altri reparti. Rientrò a Monserrato il 15 novembre 1943.

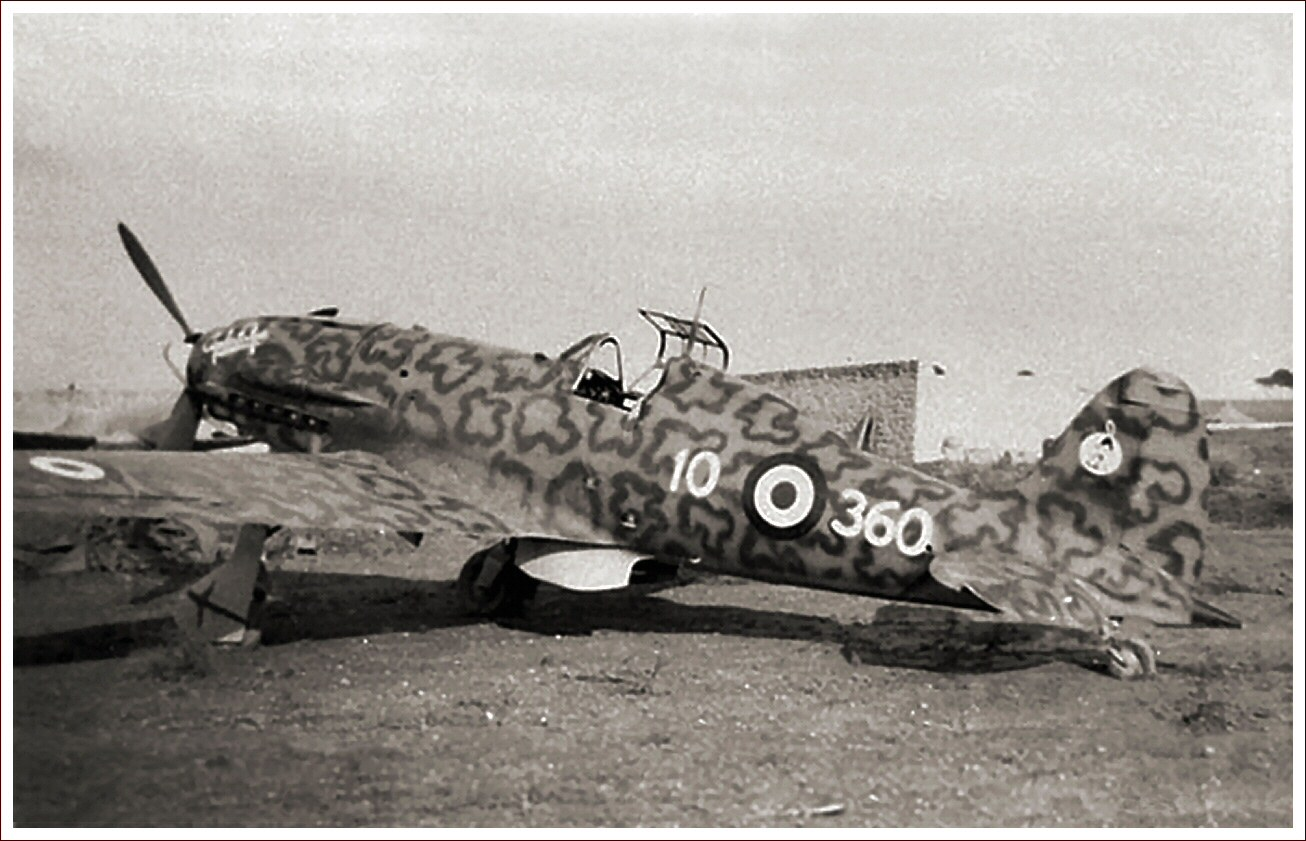
Velivolo M.C.202 "Folgore" della 360ª Squadriglia del 155º Gruppo alla fine del 1943 con i colori dell'Aviazione Cobelligerante

Il 155º Gruppo viene trasferito il 24 dicembre a Galatina da dove partecipa alla guerra di Liberazione nell'Aeronautica Cobelligerante Italiana entrando a far parte il 1º gennaio 1944, insieme al 21º Gruppo del ricostituito 51º Stormo. Lo comandava il Cap. Pil. Manlio Biccolini 
Durante la cobelligeranza il reparto venne impiegato nei Balcani e il 14 giugno il 155º gruppo viene trasferito a Campomarino (CB), con un'aliquota di velivoli, tra il 12 e il 16 agosto spostata a Leverano per le operazioni contro la Grecia; il 28 ottobre il reparto ritorna a far base a Galatina.

### Dopo la guerra
Al termine del conflitto il reparto svolse la sua attività addestrativa oltre che sui vetusti MC-202, anche sugli IX abbandonati a Lecce dagli inglesi. Il reparto dopo essere entrato a far parte dell'Aeronautica Militare a luglio del 1946 venne trasferito a Treviso, dove dopo che il 26 luglio 1947 gli alleati lasciarono l'Italia vennero acquisiti parte dei 79 Spitfire V che gli inglesi avevano lasciato per l'Aeronautica Militare Italiana.
Dal febbraio 1947 al settembre 1948 è comandato da Vincenzo Lucertini, futuro Capo di stato maggiore dell'Aeronautica Militare.
Nel 1950 gli Spitfire vennero sostituiti dai più moderni Mustang e il 1º gennaio 1951 il 155º Gruppo si stacca dal 51° per costituire il reparto di volo del 6º Stormo nella base di Treviso-Sant'Angelo; il 1º giugno dello stesso anno il 6º Stormo viene trasferito a Ghedi dove a partire da luglio 1952 riceve i primi velivoli D.H. 100 Vampire. Il 1º febbraio 1953 il 6º Stormo diventa 6ª Aerobrigata, costituita oltre che dal 155º Gruppo CB (ordinato su 4 Squadriglie: 361ª, 364ª, 365ª e 378ª) anche dal 6º Gruppo caccia (che prende la denominazione di 154º Gruppo) e dal ricostituito 156º Gruppo e il 10 febbraio la 6ª Aerobrigata riceve i primi F-84G "Thunderjet" successivamente sostituiti dagli F-84F "Thunderstreak", i cui primi esemplari vennero consegnati a Brindisi il 9 aprile 1956.
Nel 1957 nasce la Pattuglia acrobatica dei "Diavoli rossi" con alcuni piloti facenti parte del 155º Gruppo, tra cui il capo formazione il Capitano Mario Squarcina.
Tra il 1960 e il 1963 i velivoli del reparto vengono rischierati per alcuni periodi a Rivolto, per addestramento al poligono di Maniago, svolgendo attività insieme a piloti americani, a Decimomannu e a Montichiari
Il 1º ottobre 1963 il gruppo viene trasferito all'Aeroporto di Piacenza-San Damiano, pur restando alle dipendenze della 6ª Aerobrigata, fino al 1º aprile 1967, quando in seguito alla nuova riorganizzazione dei reparti di volo, il 155º Gruppo diviene la parte operativa del neo ricostituito 50º Stormo con gli F-84F progressivamente sostituiti tra il 1967 e il 1973 dai moderni e più veloci F-104S "Starfighter". Il 13 ottobre 1973 il 155º Gruppo lascia il 50º Stormo e viene assegnato al 51º Stormo alla Base di Istrana, fino al 1º gennaio 1985 quando viene riassegnato al 6º Stormo alla Base di Ghedi, iniziando la conversione al nuovo velivolo multiruolo "Tornado". La denominazione del Gruppo passa da CB a CBOC.
Il 23 luglio 1990 il 155º Gruppo viene riassegnato al 50º Stormo alla base di Piacenza-San Damiano.
Dal settembre 1990 il 155º Gruppo ha preso parte all'Operazione Locusta, operando dalla Base di Al Dhafra, negli Emirati Arabi Uniti, nell'ambito di una forza multinazionale, per l'applicazione delle risoluzione dell'ONU in seguito all'invasione irachena del Kuwait. Dal 17 gennaio al 27 febbraio 1991 velivoli e personale del 155º Gruppo sono impiegati nell'operazione "Desert Storm" per la liberazione del Kuwait effettuando nei 42 giorni di guerra 91 sortite contro obiettivi militari in Kuwait ed in Iraq e in una di queste, nella notte tra il 17 e il 18, un Tornado con un equipaggio del 155º Gruppo venne abbattuto e il Maggiore Gianmarco Bellini e il Capitano Maurizio Cocciolone, rispettivamente pilota e navigatore dall'aereo abbattuto, vennero fatti prigionieri e rilasciati al termine della guerra.

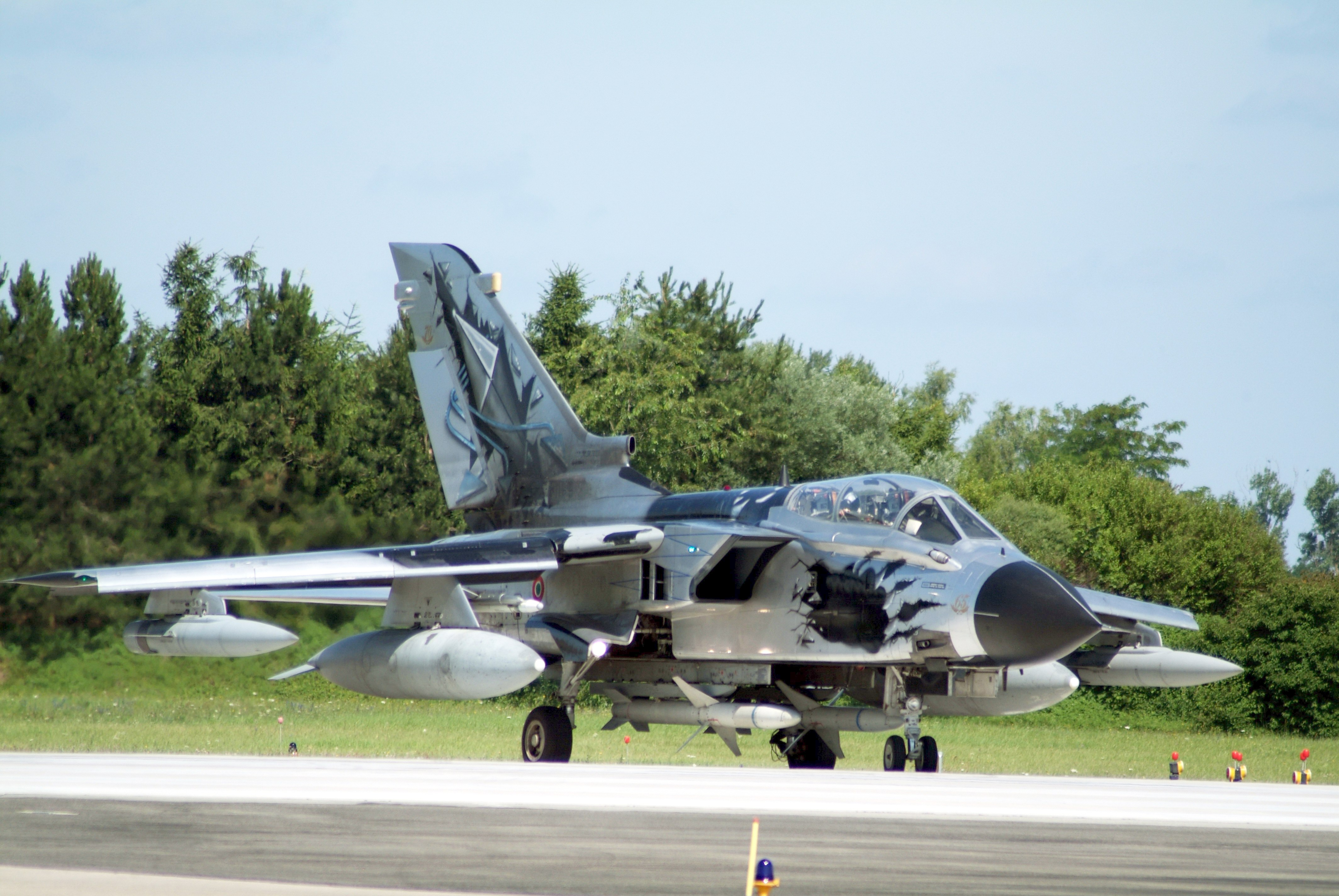
Tornado ECR del 155º Gruppo durante l'esercitazione NATO Elite 2008 nella base di Lechfeld, vicino a Monaco di Baviera

A partire dal 1992 si comincia a parlare di guerra elettronica e nel corso del 1993 iniziano ad arrivare i primi Tornado SEAD (SEAD- Suppression Enemy Air Defence), cioè dei Tornado IDS (Interdictor/Strike) ottimizzati per essere armati di missili antiradar HARM.

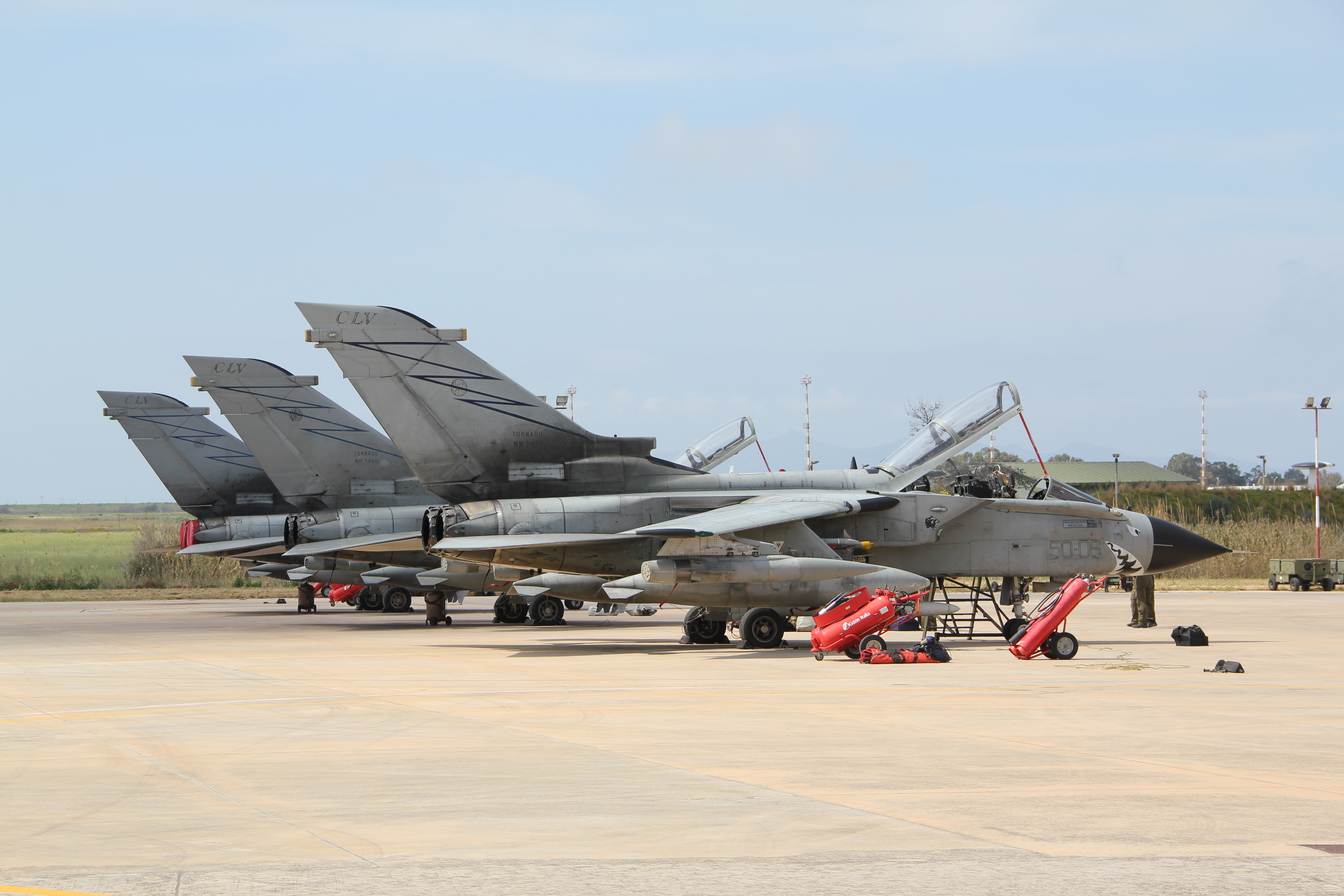
Tornado ECR del 155º Gruppo schierati a Birgi durante Unified Protector

Tra il 1993 e il 1995 i velivoli del reparto partecipano all'operazione Sharp Guard e il 24 febbraio 1995 la designazione del 155º Gruppo passa da CBOC (Caccia Bombardieri Ognitempo Convenzionali) a ETS, venendo rinominati "Pantere Nere".
Negli anni a seguire lo Stormo è stato impiegato in varie operazioni nella ex Jugoslavia, partecipando tra il 1996 e il 1999 a Joint Guard, Joint Forge, Decisive Endeavour e Allied Force, dopo che il 28 febbraio 1998 era stato preso in consegna il primo esemplare di Tornado ECR.
Tra il 24 marzo e il 17 giugno 1999 nel corso della Guerra del Kosovo i Tornado ECR (Electronic Combat Reconnaissance) del 155º gruppo compiono 176 missioni sganciando 115 missili HARM (High speed Anti Radiation Missile), contro le postazioni radar serbe e in tale circostanza i piloti del 155º Gruppo sono stati i primi ad usare gli NVG (Night Vision Goggles: occhiali da visione notturna) nell'Aeronautica Militare.
Il 25 aprile 2002 alle ore 08:26 dal Cosmodromo di Bajkonur in Kazakistan l'astronauta italiano Roberto Vittori, che era stato un pilota di Tornado del 155º Gruppo è partito alla volta della Stazione spaziale internazionale, raggiungendola il 27 aprile per una missione durata fino al 5 maggio.
In occasione della crisi libica e alla risoluzione 1973 del Consiglio di sicurezza delle Nazioni Unite che nel marzo del 2011 ha istituito una no-fly zone sulla Libia per tutelare l'incolumità della popolazione civile dai combattimenti tra le forze lealiste a Muʿammar Gheddafi e le forze ribelli del Consiglio nazionale di transizione, i velivoli del 155º Gruppo prendono parte all'intervento militare nell'ambito della partecipazione italiana all'Operazione Unified Protector.
Il 14 settembre 2016, a seguito della soppressione del 50º Stormo sulla base di Piacenza-San Damiano, il 155º Gruppo ETS viene trasferito al 6º Stormo a Ghedi, rendendo così la base bresciana l'unica dotata di tali velivoli.